# 조한기
조한기(趙漢起, 1966년 9월 25일 ~ )는 대한민국의 정치인이다.

## 생애
1966년 9월 25일 충청남도 안면도에서 조영호(父)와 김옥분(母)의 4남1녀 중 3남으로 태어났다. 서산에서 부춘초등학교, 서산중학교, 서령고등학교를 졸업한 후, 1986년 서울 연세대학교 영어영문학과에 입학하여 2005년에 해당 동교(연세대 영어영문학과)에서 학사 학위를 받았다. 1997년 화가 이수영과 결혼하였다. 제63회 칸 영화제 각본상을 수상한 이창동 감독의 영화 《시》에 김용택(시인), 최문순(강원도지사) 등과 함께 학생주임 역으로 출연하기도 했다.

## 학력
- 부춘초등학교
- 서산중학교
- 서령고등학교
- 연세대학교 영어영문학과 학사

## 경력
- 2000.05 ~ 2003.04 국회의원 이미경 보좌관
- 2003.04 ~ 2006.03 문화관광부 장관 이창동, 정동채 정책보좌관
- 2006.04 ~ 2007.03 한명숙 국무총리 의전비서관
- 2007.11 ~ 2008.05 국회의원 한명숙 보좌관
- 2008.05 ~ 2010.09 국회의원 최문순 보좌관
- 2011.05 ~ 2011.07 강원도청 정무특별보좌관
- 사람사는세상 노무현재단 기획위원
- 민주당 중앙당 정책위원회 부의장
- 민주당 충청남도당 서해안유류피해특별위원장
- 민주당 충청남도당 대변인
- 2012.10 ~ 2012.12 제18대 대통령 선거 민주통합당 문재인 대통령 후보 선거대책위원회 뉴미디어·SNS지원단 단장
- 2014.04 ~ 2014.06 제6회 전국동시지방선거 새정치민주연합 안희정 충청남도지사 후보 선거대책위원회 대변인
- 더좋은민주주의연구소(고문 안희정) 운영위원
- 충남개발공사 감사
- 2014.11 ~ 2017.05 새정치민주연합→더불어민주당 충청남도당 서산시·태안군 지역위원회 위원장
- 2017.05 ~ 2018.06 대통령비서실 의전비서관
- 2018.06 ~ 2019.08 대통령비서실 제1부속비서관
- 2019.09 ~ 대통령직속 국가균형발전위원회 전략기획위원회 위원
- 2019.12 ~ 더불어민주당 충청남도당 서산시·태안군 지역위원회 위원장
- 2020.09 ~ 2021.05 : 더불어민주당 미래부총장

## 사회 참여
전두환 독재정권 말기인 1986년, 조한기는 대학에 입학한지 2달만에 5.3 인천항쟁 시위를 하다가 붙잡혀 기소유예 처분을 받았고 풀려나자마자 부모님의 강권에 의해 군입대를 하게 되었다. 1989년에 복학한 이후 문화운동을 하였다. 졸업 후 '민예총(한국민족예술인총연합)'에서 일하면서 문예아카데미 설립 등에 참여하였다.

## 정치 활동
2000년 국회의원 이미경의 보좌관으로 정치에 입문한 조한기는, 이창동과 정동채 문화관광체육부장관의 정책보좌관, 한명숙 국무총리 의전비서관, 최문순 강원도지사 정무특별보좌관 활동을 하였으며, 민주당 중앙당 정책위 부의장, 민주당 충남도당 서해안유류피해특별위원장, 민주당 충남도당 대변인 등의 당직을 역임하였고, 2012년 19대 총선 민주당 서산시·태안군 국회의원 후보로 출마하여 낙선하였다. 2012년 18대 대통령 선거 문재인 후보 선대위 뉴미디어·SNS지원단 단장과 2014년 지방선거 충남도지사 안희정 후보 선대위 대변인을 맡았으며, 현재 노무현재단 기획위원과 더좋은민주주의연구소(고문 안희정) 운영위원, 충남개발공사 감사로 재직중이다.

## 출연작
- 2010년 이창동 감독 영화 《시》 - 학생주임 역

## 역대 선거 결과
|  | 28.31% |

|  | 37.76% |

|  | 37.29% |

|  | 44.20% |

|  | 48.44% |